# Tordesilos
Tordesilos – gmina w Hiszpanii, w prowincji Guadalajara, w Kastylii-La Mancha, o powierzchni 46,49 km². W 2011 roku gmina liczyła 118 mieszkańców.